# N576 (België)
De N576 is een gewestweg die de N5/E420 in Couillet met de R53 en de N975 in Châtelet verbindt. De weg bevat 2x1 rijstroken. De route heeft een lengte van ongeveer 5 kilometer.

## Plaatsen langs de N576
- Couillet
- Montignies-sur-Sambre
- Châtelet

## N576a
De N576a is een aftakking van de N576 bij Châtelet en komt een stukje noordelijker dan de N576 uit op de R53. De weg heeft een lengte van ongeveer 1,5 kilometer. De N576a heeft geen aansluiting met de R3.